# Гурченко, Людмила Марковна
Людми́ла Ма́рковна Гу́рченко (12 ноября 1935, Харьков — 30 марта 2011[…], Москва) — советская и российская актриса, эстрадная певица, композитор, режиссёр, сценарист, писатель, народная артистка СССР (1983). Лауреат Государственной премии РСФСР им. братьев Васильевых (1976) и Государственной премии Российской Федерации (1994). Одна из наиболее выдающихся российских киноактрис, обладавшая многогранным характерным амплуа с ярким драматическим и музыкальным даром.
Наиболее известна по кинокартинам «Карнавальная ночь» (1956), «Девушка с гитарой» (1958), «Старые стены» (1973), «Соломенная шляпка» (1974), «Двадцать дней без войны» (1976), «Пять вечеров» (1978), «Любимая женщина механика Гаврилова» (1981), «Вокзал для двоих» (1982), «Аплодисменты, аплодисменты…» (1984), «Любовь и голуби» (1984), «Моя морячка» (1990), «Виват, гардемарины!» (1991), «Старые клячи» (2000).

## Биография

### Происхождение
Людмила Марковна Гурченко родилась 12 ноября 1935 года в городе Харькове Украинской ССР. Её отец, уроженец деревни Дунаевщина Рославльского уезда Смоленской губернии Марк Гаврилович Гурченко (Гурченков) (1898—1973), был из батраков и сторонников Октябрьской революции, а мать, Елена Александровна Симонова-Гурченко (1917—1999), происходила из дворян.
Дед со стороны матери, представитель древнего дворянского рода — Александр Прокофьевич Симонов (род. 1878), до революции был директором гимназии в Москве, но советскую власть не принял, уехал в своё родовое имение Бородулино на Смоленщине. 11 ноября 1928 года он был арестован Смоленским ОГПУ и приговорён особым совещанием при Коллегии ОГПУ 1 февраля 1929 года по обвинению: 58 п. 10, к трём годам высылки (был реабилитирован 21 июля 1989 года). Его жена происходила из столбовых дворян, была матерью восьми детей, умело управляла имением в Смоленской губернии и собственным домом в Москве (после революции эту недвижимость у неё отобрали). После того, как она узнала, что высланный в Сибирь Александр ей изменил, она отказалась его простить и уехала в Харьков. Там её дочь Елена встретила Марка Гурченкова — потомственного крестьянина Смоленщины, все предки которого веками жили в деревне Дунаевщина и имели прозвище — родовое прозвание «Гурченковы».

### Детство и юность

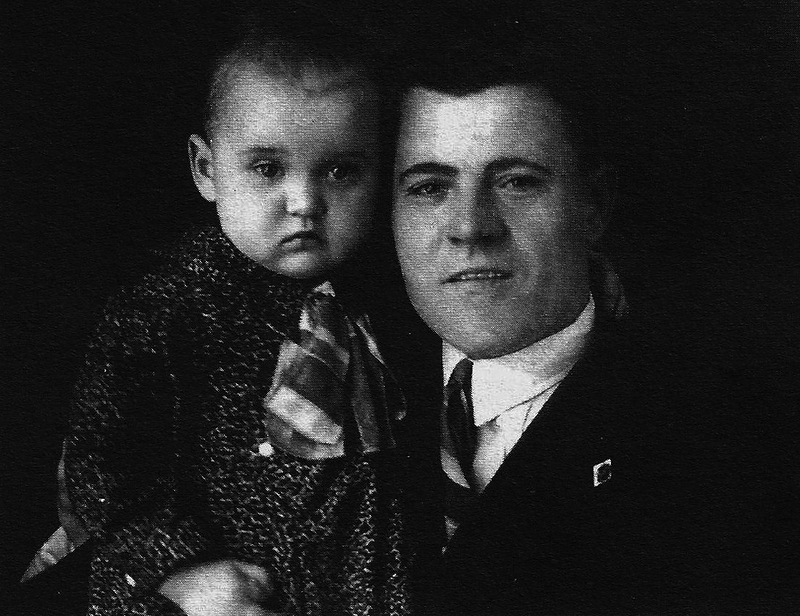
Гурченко с отцом Марком Гавриловичем, 1936 год

Со дня рождения до начала войны Людмила Гурченко жила вместе с родителями в Харькове в однокомнатной полуподвальной квартире в Мордвиновском переулке, дом 17 (нынешнее название пер. Кравцова). Родители работали в Харьковской филармонии. Отец был профессиональным музыкантом: играл на баяне и пел на утренниках, праздниках, а мать помогала ему проводить утренники, музыкальные вечера и праздники.
Когда началась война, отец, несмотря на инвалидность и непризывной возраст, ушёл на фронт 29 октября 1941 года. 6-летним ребёнком Людмила Гурченко оказалась в оккупированном немцами Харькове с матерью. Уже в том возрасте, по её словам, пела и танцевала перед немцами, чтобы получить хоть какое-то пропитание. Репертуар юной певицы был, в основном, из немецких оперетт, исполняла репертуар Марики Рёкк. Когда в феврале—марте 1943 года Харьков вторично был оккупирован немцами, Гурченко связалась со шпаной на рынке и только чудом не погибла в ходе немецкой облавы.
23 августа 1943 года в последний, 50-й день Курской битвы Харьков был окончательно освобождён, и 1 сентября Гурченко пошла в украинскую школу № 6 (в настоящее время гимназия), которая находилась во дворе дома, где она тогда жила. В школе ей полюбился украинский язык. Осенью 1944 года она поступила в музыкальную школу имени Л. Бетховена.
В 1953 году, после окончания десятилетки, Гурченко уехала в Москву, где поступила во ВГИК в мастерскую Сергея Герасимова и Тамары Макаровой, была однокурсницей Виталия Матвеева, Натальи Фатеевой и Зинаиды Кириенко. Первую драматическую роль начинающая актриса сыграла на третьем курсе — Амалию в «Разбойниках» Фридриха Шиллера. На дипломном курсе Гурченко играла роль Кето в оперетте «Кето и Котэ» Виктора Долидзе и роль Имоджин в сценической композиции по Теодору Драйзеру «Западня», в которой и пела, и танцевала, и играла на рояле. Окончила вуз в 1958 году.

### Начало карьеры и первый успех

Людмила Гурченко в роли Леночки Крыловой в фильме «Карнавальная ночь» (1956)

В 1956 году Гурченко дебютировала на киноэкранах в киноповести Яна Фрида «Дорога правды», исполнив роль Люси. Второй картиной актрисы стал фильм «Сердце бьется вновь» режиссёра Абрама Роома, вышедший на экраны 13 сентября 1956 года. 28 декабря того же года состоялась премьера новогодней комедии режиссёра Эльдара Рязанова «Карнавальная ночь», в которой Гурченко сыграла главную роль Лены Крыловой, принёсшей актрисе широкую известность. Фильм стал одним из кинематографических символов начавшейся хрущёвской оттепели, а песня «Пять минут» стала своеобразным гимном Нового года. Благодаря Лене Крыловой советские женщины узнали о стиле New Look, предложенном Кристианом Диором в 1947 году, положив тем самым моду на причёски и платья «как у Гурченко».
Гурченко могла и не сыграть в этом фильме, так как свою кинопробу актриса провалила. Позже она вспоминала: «Я шла подпрыгивающей походкой по коридору студии „Мосфильм“. Навстречу шёл Иван Пырьев. Я ещё больше завихляла, ещё выше подняла подбородок. Пырьев поднял голову, увидел меня, поморщился, а потом лицо его заинтересованно подсобралось. Он сказал, чтобы я шла за ним. Привёл меня в 3-й павильон, где происходили съёмки, подошёл к главному оператору и сказал, что вот актриса, только снимите её получше, — и будет человек. Вот так я случайно попала в картину».
После успеха в «Карнавальной ночи» специально для неё был написан сценарий фильма «Девушка с гитарой» в расчёте на её популярность, однако этот фильм не имел такого успеха. Материальное положение молодой актрисы было сложным, поэтому она была вынуждена зарабатывать, выступая с концертами на заводах, шахтах, в поездках по стране, принимала предложения об участии в творческих встречах со зрителями. Это послужило формальным поводом для травли, и в 30 марта 1958 года в газете «Комсомольская правда» появился фельетон «Чечётка налево», в котором авторы Илья Шатуновский и Борис Панкин подвергли критике за подобные выступления нескольких артистов, в том числе и Гурченко. После этого актриса на протяжении десяти лет не получала заметных ролей в кино. Позже стали появляться сообщения, что отсутствие ярких и успешных работ в её фильмографии тех лет было связано с тем, что Гурченко отвергла приставания известного кинорежиссёра или влиятельного чиновника из Госкино, однако эти утверждения не соответствовали действительности.

### Период "забвения"

Людмила Гурченко в роли Тани Федосовой в фильме «Девушка с гитарой» (1958)

В фильмографии актрисы не было перерывов более 1 года: из 54 лет её кинокарьеры было всего 12 лет, когда она не снималась — во второй половине 1990-х годов и в 2000-е годы. В период с 1959 по 1969 год она снялась в главных ролях в 5 фильмах: «Роман и Франческа», «Гулящая», «Укротители велосипедов», «Нет и да», «Белый взрыв». Эти картины были сделаны в основном на республиканских киностудиях и не имели большого успеха. В этот же период она пробовала сниматься в новом для себя драматическом амплуа: «Балтийское небо» (1960) (лента была представлена на Международном кинофестивале в Венеции), «Рабочий посёлок» (1966).
С 1958 по 1964 год Гурченко работала в Театре-студии киноактёра, после ухода из которого в течение двух лет была актрисой московского театра «Современник». С 1966 по 1969 год она была артисткой «Госконцерта».
До начала 1970-х годов, регулярно снимаясь, актриса продолжала оставаться малозаметной. Успехом у зрителя пользовались в основном эпизоды: «Женитьба Бальзаминова» (1964), «Дорога на Рюбецаль» (1970) и «Корона Российской империи, или Снова неуловимые» (1971).

### Возрождение популярности
…переживает сейчас второе рождение отличная актриса Людмила Гурченко. Многие сокрушаются о её судьбе в кино, о даром прожитых, не актёрских годах, о том, что не замечали, не видели её драматического дарования. Да нет же! Почему не замечали? Замечали, видели. Ведь снялась же она очень хорошо в фильме Венгерова «Рабочий посёлок». Просто раньше было не её время. Она обогнала время, и ей пришлось подождать. Мера её драматизма и правдивости стала понятна, созвучна только сейчас.
В 1970-е годы Людмила Гурченко вновь обрела статус одной из ведущих советских актрис благодаря ряду музыкальных фильмов со своим участием: «Табачном капитане» (1972), «Соломенной шляпке» (1974), «Небесных ласточках» (1976) и «Волшебном фонаре» (1976). Помимо комедий, регулярно выходили её телевизионные специальные музыкальные программы, в том числе и бенефис. Впоследствии были выпущены несколько пластинок с песнями в исполнении Гурченко.
Дав согласие в 1975 году сниматься в совместном советско-румынско-французском музыкальном фильме «Мама», актриса получила предложение сыграть роль генеральши в фильме «Неоконченная пьеса для механического пианино», и ей пришлось отказать Никите Михалкову. 14 июня 1976 года во время съёмок на льду клоун Олег Попов упал и сломал актрисе правую ногу. Сразу после операции она продолжила сниматься, но вновь танцевать и ходить на шпильках актриса смогла только после многолетних тренировок и специальных физических упражнений.
В то же время актриса стала получать приглашения на драматические роли. В 1976 году Гурченко получила главную роль в военной драме Алексея Германа «Двадцать дней без войны», где её партнёром был Юрий Никулин, к тому времени тоже зарекомендовавший себя в первую очередь как комедийный актёр. В этой картине актриса появилась в непривычном для широкой публики образе: с мальчишеской стрижкой и в предельно простых костюмах. Следующей её работой стала киноэпопея «Сибириада» режиссёра Андрея Кончаловского. В 1979 году фильм был удостоен Гран-при Каннского кинофестиваля. В 1979 году вышла картина Никиты Михалкова «5 вечеров», где актриса сыграла главную роль Тамары Васильевны.
Большой успех получили роли актрисы в кинокартинах 1980-х годов. В 1981 году Гурченко исполнила роль служащей Маргариты Соловьевой в мелодраме Петра Тодоровского «Любимая женщина механика Гаврилова», за которую год спустя была удостоена приза за лучшую женскую роль на международном кинофестивале в Маниле.
В 1982 году актриса сыграла официантку Веру Нефёдову в лирической комедии Эльдара Рязанова «Вокзал для двоих», роль которой принесла ей приз как лучшей актрисе на XVI Всесоюзном кинофестивале в Ленинграде. Посмотревший фильм генеральный секретарь ЦК КПСС Юрий Андропов отметил работу Людмилы Гурченко и инициировал присвоение ей звания народной артистки СССР. Согласно опросу журнала «Советский экран», фильм «Вокзал для двоих» был признан лучшим фильмом 1983 года, а Людмила Гурченко — лучшей актрисой года. Образ буфетчицы Веры, в шелковых блузках с подплечниками, рукавами-пуфами и в узких юбках-карандашах, стал примером для подражания многих советских женщин.
В 1984 году актриса сыграла сотрудницу отдела кадров Раису Захаровну в комедии Владимира Меньшова «Любовь и голуби».
В 1990-е годы актриса снималась реже, а среди запоминающихся работ Гурченко тех лет стали фильмы «Моя морячка», «Гардемарины III» и телесериал «Белые одежды». В то же время Гурченко вернулась на театральную сцену, где одной из самых заметных её ролей стала Инга в спектакле Эдварда Радзинского «Поле битвы после победы принадлежит мародерам» в Театре Сатиры.
В 2000-е годы Гурченко появилась в таких фильмах и телепроектах, как «Старые клячи» (2000), «Женское счастье» (2001), «Если завтра в поход…» (2004), «Карнавальная ночь 2, или 50 лет спустя» (2006), телевизионного мюзикла «Двенадцать стульев» (2004), телесериала «Взять Тарантину» (2005).

### Последние годы
В 2009 году Гурченко сняла свою единственную режиссёрскую работу — фильм «Пёстрые сумерки», основой для которого стала история слепого пианиста Олега Аккуратова. В этом фильме Гурченко одновременно выступила и как автор идеи, композитор и исполнительницы главной роли.
12 ноября 2010 года Гурченко отпраздновала свой 75-летний юбилей. С днём рождения её поздравили премьер-министр В. Путин, президент Д. Медведев, белорусский президент А. Лукашенко, а также многие известные артисты. Свой день рождения отпраздновала на сцене. Специально к юбилею телеканал «НТВ» снял бенефис «Марковна. Перезагрузка». В этом шоу Гурченко перевоплотилась в образ Леди Гаги, спела песню С. Шнурова «День рождения», исполнила дуэты с современными музыкантами и шокировала публику экстравагантными экспериментами со стилем.
В феврале 2011 года Гурченко приняла участие в съёмках фильма «Легенда. Людмила Гурченко» в Киеве. Это была последняя съёмка актрисы. В основе фильма — биографические монологи актрисы и их игровое воспроизведение, а также десять песен-клипов, которые стали воплощением определённого этапа в её судьбе.
Людмила Гурченко — автор нескольких автобиографических книг: «Моё взрослое детство» (1982), «Аплодисменты» (1987) и «Люся, стоп!» (2003).

### Смерть

Могила Людмилы Гурченко на Новодевичьем кладбище Москвы

14 февраля 2011 года Гурченко поскользнулась у своего дома и сломала шейку бедра. Была госпитализирована, на следующий день ей была сделана хирургическая операция, выписана 6 или 7 марта. 30 марта состояние актрисы ухудшилось, что было вызвано тромбоэмболией лёгочной артерии. Прибывшая через 21 минуту бригада скорой помощи не смогла её реанимировать, и в 19:28 30 марта 2011 года была зафиксирована смерть актрисы. Это подтвердил муж Сергей Сенин. Соболезнования родным и близким выразили президент России Дмитрий Медведев, председатель правительства Владимир Путин, губернатор Санкт-Петербурга Валентина Матвиенко, мэр Москвы Сергей Собянин, президент Беларуси Александр Лукашенко и экс-премьер Украины Юлия Тимошенко.
Прощание с Гурченко состоялось 2 апреля 2011 года в Центральном доме литераторов в Москве. Похороны прошли в тот же день на Новодевичьем кладбище (участок № 10, ряд 10).
30 сентября 2011 года, через полгода после смерти актрисы, с разрешения семьи в газетах был опубликован ряд материалов о тех днях, включая последние записи в личном дневнике самой актрисы.

## Личная жизнь
Людмила Гурченко была замужем пять раз. Её первым мужем с 1953 по 1955 год был кинорежиссёр, сценарист и актёр Василий Ордынский (1923—1985).
В 1958 году актриса вышла замуж за сценариста и историка Бориса Андроникашвили, сына писателя Бориса Пильняка. 5 июня 1959 года в браке родилась дочь Мария Королёва, умершая 8 ноября 2017 года от сердечной недостаточности. Внук Гурченко — Марк Александрович Королёв (22 сентября 1982 — 14 декабря 1998), умер от передозировки наркотиков. Внучка Елена Александровна Королёва (род. 17 ноября 1983).
С 1962 по 1964 год Гурченко была в браке с актёром Александром Фадеевым, сыном народной артистки СССР Ангелины Степановой и приёмным сыном писателя Александра Фадеева.
В 1967 году актриса вышла замуж за эстрадного певца Иосифа Кобзона, брак с которым завершился разводом в 1970 году.
Летом 1973 года во время подготовки ежегодной программы «Поёт товарищ кино» Гурченко познакомилась с пианистом и аранжировщиком Константином Тобяшевичем Купервейсом (род. 30 июля 1949), который на тот момент был женат. Вскоре у них начался роман, переросший в гражданский брак, продолжавшийся 18 лет.
В 1991 году во время съёмок фильма «Сексказка» актриса познакомилась с кинопродюсером Сергеем Сениным (род. 8 февраля 1961), за которого годы спустя вышла замуж.
Двоюродный брат — Анатолий Егорович Гурченков (1941—2016), с сестрой не виделся 50 лет, жил в деревне Дунаевщина Шумячского района Смоленской области; двоюродная сестра — Валентина, живёт в Эстонии.

## Награды
Почётные звания:

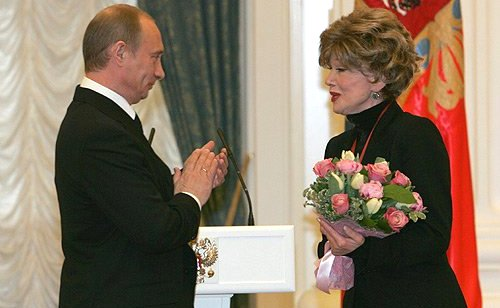
Президент России Владимир Путин вручает орден «За заслуги перед Отечеством» III степени Людмиле Гурченко, 21 декабря 2005 года

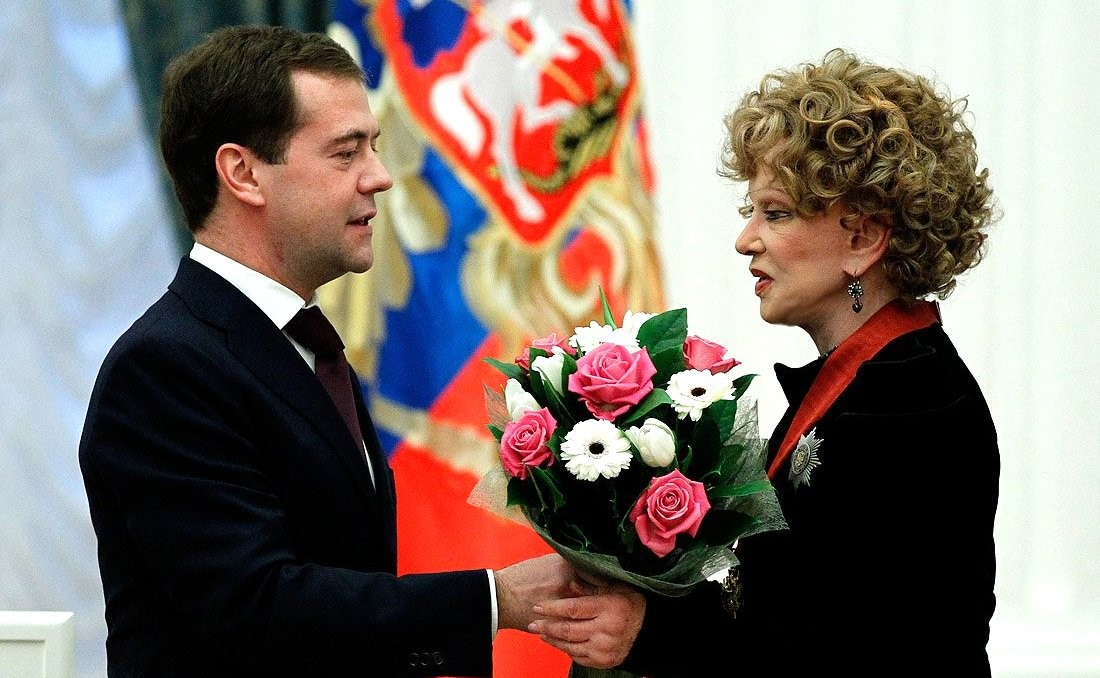
Президент Российской Федерации Дмитрий Медведев вручает Людмиле Гурченко орден «За заслуги перед Отечеством» II степени 30 декабря 2010 года

- 1969 — заслуженная артистка РСФСР — за заслуги в области советской кинематографии[61].
- 1977 — народная артистка РСФСР — за заслуги в области советского киноискусства[62].
- 1983 — народная артистка СССР — за заслуги в развитии советского киноискусства[63].

Премии:
- 1976 — Государственная премия РСФСР имени братьев Васильевых — за художественный фильм «Старые стены» производства Ленинградской киностудии художественных фильмов «Ленфильм»[64].
- 1994 — Государственная премия Российской Федерации в области литературы и искусства 1994 года (в области киноискусства) — за роли в художественных фильмах последних лет[65].

Ордена:
- 1981 — Орден Трудового Красного Знамени — за заслуги в развитии советской кинематографии, активное участие в коммунистическом воспитании трудящихся и успешное выполнение заданий десятой пятилетки[66].
- 2000 — Орден «За заслуги перед Отечеством» IV степени — за большие заслуги в области киноискусства[67].
- 2005 — Орден «За заслуги перед Отечеством» III степени — за большой вклад в развитие искусства и многолетнюю творческую деятельность[68].
- 2010 — Орден «За заслуги перед Отечеством» II степени — за выдающийся вклад в развитие отечественной культуры и искусства, многолетнюю творческую деятельность[69].

Другие награды, поощрения и общественное признание:
- 1982 — Приз «Золотой орёл» за лучшую женскую роль на Международном кинофестивале в Маниле — за роль в кинофильме «Любимая женщина механика Гаврилова».
- 1983 — Приз за лучшую женскую роль на XVI Всесоюзном кинофестивале в Ленинграде — за роль в кинофильме «Вокзал для двоих».
- 1983 — Лучшая актриса 1983 года по результатам опроса журнала «Советский экран».
- 1985 — Приз за лучшую женскую роль на Международном кинофестивале комедийных фильмов в Габрове — за роль в кинофильме «Прохиндиада, или Бег на месте».
- 1992 — Приз «За выдающийся вклад в профессию» на Международном фестивале актёров кино «Созвездие».
- 1996 — Приз кино-прессы (в номинации «Моя любовь»).
- 1999 — Почётный гражданин Харькова[70].
- 1999 — Премия имени Клавдии Шульженко как лучшей певице года на фестивале «Песня года».
- 2003 — Национальная премия общественного признания достижений женщин России «Олимпия»[71].
- 2004 — Премия «Золотой граммофон» — за исполнение песни «Петербург — Ленинград» в дуэте с Б. Моисеевым[72].
- 2005 — Премия в области моды и стиля «Астра» «Легенда стиля» — за вклад в развитие моды.
- 2006 — Национальная премия «Россиянин года»[73].
- 2010 — Премия «Ника» в номинации «Честь и достоинство».
- 2010 — Победительница Национального рейтинга Украины «Королева успеха» — высшая награда рейтинга — орден «Народный Посол Украины».
- 2011 — Премия ООН на Международном фестивале фильмов о правах человека «Сталкер» в Москве — за гражданскую позицию в области защиты прав человека.

## Творчество

### Фильмография
…А вообще биографию и характер актёра можно проследить по его ролям. Как бы тонко он ни перевоплощался и ни прятался за текст. Везде, во всех ролях, есть частица меня. — Из интервью Л. Гурченко для журнала «Стас», 1996 год.

#### Актёрские работы
— главная роль

| Год  |     | Название                                                        | Роль |
| ---- | --- | --------------------------------------------------------------- | --- |
| 1956 | ф   | Дорога правды                                                   | Люся, плановик |
| 1956 | ф   | Сердце бьётся вновь…                                            | Таня Балашова |
| 1956 | ф   | Карнавальная ночь                                               | Лена Крылова, организатор карнавала |
| 1956 | ф   | Человек родился                                                 | Надя Смирнова (озвучивание) |
| 1958 | ф   | За бортом                                                       | (вокал) |
| 1958 | ф   | Девушка с гитарой                                               | Таня Федосова, продавщица музыкального магазина |
| 1959 | ф   | Звёзды встречаются в Москве                                     | исполнительница песни в дуэте с Марком Бернесом |
| 1960 | тф  | Пойманный монах                                                 | Изабелла |
| 1960 | ф   | Роман и Франческа                                               | Франческа Карродини |
| 1960 | ф   | Балтийское небо                                                 | Соня Быстрова |
| 1961 | ф   | Гулящая (укр. Повія)                                            | Христина Притыка |
| 1961 | ф   | Человек ниоткуда                                                | Лена, возлюбленная Поражаева и Крохалёва |
| 1963 | ф   | Укротители велосипедов                                          | Рита Лаур |
| 1964 | ф   | Женитьба Бальзаминова                                           | Устинька, подруга Капочки |
| 1964 | ф   | Хотите — верьте, хотите — нет…                                  | (вокал) |
| 1965 | ф   | Рабочий посёлок                                                 | Мария Плещеева |
| 1965 | ф   | Строится мост                                                   | Женя |
| 1966 | ф   | Нет и да                                                        | Люся Кораблёва |
| 1967 | ф   | Взорванный ад                                                   | Грета |
| 1968 | ф   | Живой труп                                                      | Маша (озвучивание) |
| 1969 | ф   | Белый взрыв                                                     | Вера Арсёнова |
| 1969 | ф   | Москва в нотах                                                  | исполнительница песни «Мария» |
| 1970 | тф  | Мой добрый папа                                                 | Валентина Николаевна Иванова |
| 1970 | ф   | Один из нас                                                     | Клавдия Овчарова |
| 1970 | тф  | Эксперимент                                                     | майор милиции |
| 1971 | ф   | Дорога на Рюбецаль                                              | Шура Соловьёва |
| 1971 | ф   | Корона Российской империи, или Снова неуловимые                 | Аграфена Заволжская |
| 1971 | ф   | Тень                                                            | Юлия Джули |
| 1971 | тсп | Что делать?                                                     | женщина в чёрном |
| 1972 | ф   | Карпухин                                                        | Овсянникова |
| 1972 | ф   | Летние сны                                                      | Галина Сахно |
| 1972 | тф  | Табачный капитан                                                | Ниниш |
| 1972 | тф  | Цирк зажигает огни                                              | Лолита |
| 1973 | ф   | Дача                                                            | Лера («Степаныч») |
| 1973 | ф   | Дверь без замка                                                 | Анна Ивановна |
| 1973 | ф   | Дети Ванюшина                                                   | Клавдия Щёткина |
| 1973 | ф   | Старые стены                                                    | Анна Георгиевна Смирнова, директор ткацкой фабрики |
| 1973 | ф   | Открытая книга                                                  | Глафира Сергеевна Рыбакова |
| 1974 | тсп | Бенефис Савелия Крамарова                                       | камео |
| 1974 | тсп | Бенефис Сергея Мартинсона                                       | камео |
| 1974 | тф  | Соломенная шляпка                                               | Клара Бокардон, владелица шляпного салона |
| 1975 | тсп | Бенефис Ларисы Голубкиной                                       | миссис Пирс |
| 1975 | ф   | Дневник директора школы                                         | Инна Сергеевна |
| 1975 | ф   | Шаг навстречу                                                   | Валентина Степановна |
| 1976 | тсп | Волшебный фонарь                                                | соседка / мать / девушка с Дикого Запада |
| 1976 | ф   | Двадцать дней без войны                                         | Нина Николаевна |
| 1976 | ф   | Мама                                                            | тётя Маша, Мама-коза |
| 1976 | тф  | Небесные ласточки                                               | Корина («Коко»), прима варьете |
| 1976 | ф   | Преступление (фильм 1 «Нетерпимость»)                           | Люба, артистка |
| 1976 | ф   | Семейная мелодрама                                              | Валентина Барабанова |
| 1976 | ф   | Сентиментальный роман                                           | Мария Петриченко |
| 1976 | с   | Строговы                                                        | Капитолина |
| 1977 | тсп | Бенефис Андрея Миронова                                         | приглашённая кинозвезда |
| 1977 | ф   | Вторая попытка Виктора Крохина                                  | Люба Крохина |
| 1977 | ф   | Обратная связь                                                  | Маргарита Илларионовна Вязникова |
| 1978 | тсп | Бенефис Людмилы Гурченко                                        | Актриса / Старуха / Ниниш / Разбойница / Наполеонша / Бабетта / Эльвира / Пиратка / Пастушка / Монахиня / Белошвейка / Девушка / Дженни / Сапожница / Пресс-секретарь |
| 1978 | док | Встреча в Останкино                                             | Имя персонажа не указано |
| 1978 | тф  | Красавец-мужчина                                                | Сусанна |
| 1978 | тсп | Острова в океане                                                | жена Хадсона |
| 1978 | ф   | Познавая белый свет                                             | незнакомка |
| 1978 | ф   | Пять вечеров                                                    | Тамара Васильевна |
| 1978 | ф   | Сибириада                                                       | Тая Соломина в 1960-е годы |
| 1978 | ф   | Уходя — уходи                                                   | Алиса Сулина |
| 1979 | ф   | Несколько дней из жизни И. И. Обломова                          | престарелая крестьянка в имении Обломовых |
| 1980 | док | О спорт, ты — мир!                                              | (вокал) |
| 1980 | ф   | Идеальный муж                                                   | Лора Чивли |
| 1980 | мф  | Наш друг Пишичитай (Выпуск 3)                                   | королева Опечатка (озвучивание) |
| 1980 | ф   | Особо важное задание                                            | Эльвира Павловна Лунина |
| 1980 | тф  | Песни войны                                                     | камео |
| 1981 | ф   | Любимая женщина механика Гаврилова                              | Маргарита Сергеевна Соловьёва |
| 1981 | тф  | Отпуск за свой счёт                                             | Ада Петровна |
| 1982 | ф   | Вокзал для двоих                                                | Вера Николаевна Нефёдова, официантка привокзального ресторана |
| 1982 | тф  | Любимые песни                                                   | камео |
| 1982 | ф   | Полёты во сне и наяву                                           | Лариса Юрьевна Кузьмина, сослуживица Макарова |
| 1982 | ф   | Шурочка                                                         | Раиса Петерсон |
| 1982 | ф   | Магистраль                                                      | Капитолина Николаевна Гвоздёва |
| 1983 | ф   | Киноконцерт. Вам песня посвящается, или Снова карнавальная ночь | Имя персонажа не указано |
| 1983 | ф   | Рецепт её молодости                                             | Эмилия Марти |
| 1984 | ф   | Аплодисменты, аплодисменты…                                     | актриса Гончарова |
| 1984 | ф   | Герой её романа                                                 | (вокал) |
| 1984 | ф   | Любовь и голуби                                                 | Раиса Захаровна, сотрудница отдела кадров леспромхоза |
| 1984 | ф   | Прохиндиада, или Бег на месте                                   | Екатерина Ивановна Любомудрова |
| 1987 | ф   | Мечтатели                                                       | Аполлинария Спенсер |
| 1987 | мтф | Претендент                                                      | Кэрол |
| 1988 | тф  | Дорога в ад                                                     | Марта Хольман |
| 1988 | ф   | Ожог                                                            | Анна Тимофеевна Румянцева |
| 1989 | ф   | А был ли Каротин?                                               | Курнатова-Борджиа |
| 1989 | мтф | Молодой человек из хорошей семьи                                | мать Арины |
| 1989 | тсп | Премьера года                                                   | Имя персонажа не указано |
| 1990 | ф   | Моя морячка                                                     | Людмила Пашкова |
| 1990 | тф  | Наша дача                                                       | Людмила Козлова |
| 1990 | ф   | Нелюдь, или В раю запрещена охота                               | Зоя Михайловна Шерстобитова |
| 1991 | ф   | Виват, гардемарины!                                             | Иоганна |
| 1991 | ф   | Имитатор                                                        | певица |
| 1991 | ф   | Прости нас, мачеха Россия!                                      | Наталья Фёдоровна Зимина |
| 1991 | ф   | Сексказка                                                       | Диана |
| 1992 | мтф | Белые одежды                                                    | Антонина Прокофьевна Туманова |
| 1992 | ф   | Гардемарины 3                                                   | Иоганна, мать принцессы Фике |
| 1992 | тф  | Прощальные гастроли                                             | Нина Владимировна |
| 1993 | кор | Люблю                                                           | |
| 1993 | тф  | Послушай, Феллини!                                              | Вера |
| 1994 | ф   | Прохиндиада 2                                                   | Екатерина Ивановна Любомудрова |
| 1997 | тф  | Старые песни о главном 2                                        | главная жительница двора |
| 1997 | кор | Четверо                                                         | (вокал) |
| 2000 | ф   | Старые клячи                                                    | Елизавета, член завкома |
| 2001 | ф   | Женское счастье                                                 | Маргарита |
| 2001 | тф  | Старые песни о главном (постскриптум)                           | таинственная постоялица |
| 2002 | ф   | Шукшинские рассказы (новелла «Бессовестные»)                    | Малышева |
| 2004 | тф  | Двенадцать стульев                                              | Елена Боур |
| 2004 | мтф | Если завтра в поход…                                            | тётя Гала |
| 2005 | с   | Осторожно, Задов!                                               | Антонина Максимовна |
| 2005 | с   | Высшая мера                                                     | босс крымской мафии |
| 2005 | с   | Взять Тарантину                                                 | Анна Васильевна |
| 2005 | с   | Горыныч и Виктория (фильм 4-й «Агентство „Элита“»)              | Элеонора |
| 2006 | тф  | Первый скорый                                                   | Раиса Захаровна |
| 2006 | тф  | Карнавальная ночь 2, или 50 лет спустя                          | камео |
| 2007 | тф  | Первый дома                                                     | камео |
| 2009 | ф   | Пёстрые сумерки                                                 | Анна Дмитриевна Семёнова, кинозвезда |
| 2010 | тф  | Новый год в деревне Глухарева                                   | камео |
| 2010 | тф  | Марковна. Перезагрузка                                          | камео |
| 2011 | тф  | Легенда. Людмила Гурченко                                       | камео |

#### Режиссёр
- 2009 — Пёстрые сумерки (совместно с Дмитрием Коробкиным).

#### Композитор
- 1990 — Моя морячка
- 1993 — Люблю
- 2009 — Пёстрые сумерки

#### Участие в фильмах
- 1975 — Ирония судьбы, или С лёгким паром! — пробовалась на роль Нади Шевелёвой (сыграла Барбара Брыльска); в кадре появилась как актриса фильма «Соломенная шляпка»
- 1981 — Профессия — актриса (документальный)
- 1991 — Андрей (документальный)
- 2000 — Олег Борисов (из цикла телепрограмм канала ОРТ «Чтобы помнили») (документальный)
- 2003 — Олег Басилашвили. Большая игра (документальный)
- 2005 — Сибирская сага Виктора Трегубовича (документальный)
- 2006 — Сергей Герасимов. Богатырская история (документальный)
- 2007 — Звёздная болезнь. Марк Бернес (документальный)
- 2007 — Фильм о фильме — Полёты в кино и наяву (документальный)
- 2007 — Моя правда (документальный)
- 2009 — Александр Ширвиндт. Счастливая жизнь счастливого человека (документальный)
- 2009 — Истории и легенды Ленфильма (Как снимали фильм «Рабочий посёлок», фильм № 17 Как снимали фильм «Мой друг Иван Лапшин», фильм № 18 Как снимали фильм «Небесные ласточки», фильм № 20 Как снимали фильм «Балтийское небо», фильм № 22 Как снимали фильм «Старые стены») (документальный)
- 2009 — Неизвестная версия — Карнавальная ночь (документальный)
- 2010 — Владимир Венгеров. Против инерции (документальный)
- 2011 — Премия Муз-ТВ 2011

#### Архивные кадры
- 2012 — Здравствуйте, я ваш Калягин! (документальный)
- 2012 — Тайны советского кино — Вокзал для двоих (документальный)

### Роли в театре

#### Московский театр «Современник»
- 1963 — «Без креста» В. Ф. Тендряков; постановка О. Ефремова — доярка[74]
- 1963 — «В день свадьбы» В. С. Розова; постановка О. Ефремова — Майка
- 1964 — «Старшая сестра» А. М. Володин; постановка Олега Ефремова
- 1964 — «Сирано де Бержерак» Э. Ростана; постановка О. Ефремова и И. Кваши — Роксана
- 1964 — «Всегда в продаже» В. П. Аксёнова; постановка О. Ефремова — жена трубача
- 1965 — «Голый король» Е. Л. Шварца; постановка О. Ефремова и М. Микаэлян — гувернантка
- 1966 — «Вечно живые» В. С. Розова; постановка О. Ефремова — Танечка

#### Театр-студия киноактёра
- 1969 — «Целуй меня, Кэт!» Кола Портера; постановка Д. Ливнева — Бьянка
- 1970 — «Дурочка» Л. де Вега; постановка Е. Радомысленского — Финея
- 1972 — «Красное и чёрное» В. Стендаля; постановка С. Герасимова — Матильда де ля Моль

#### Школа современной пьесы
- 1991 — «А чой-то ты во фраке?» С. Я. Никитина и Д. А. Сухарева по пьесе «Предложение» А. П. Чехова); постановка И. Райхельгауза — невеста

#### Театр Антона Чехова
- 1993 — «Чествование» Б. Слейда; постановка Л. Трушкина
- 1997 — «Недосягаемая» С. Моэма; постановка Л. Трушкина — Каролина Эшли
- 1997 — «Поза эмигранта» Г. Слуцки; постановка Л. Трушкина — банкирша

#### Московский театр сатиры
- 1995 — «Поле битвы после победы принадлежит мародёрам» Э. С. Радзинского; постановка А. Житинкина — Инга Михалёва[75]

#### ТО «ДУЭТ»
- 1998 — «Бюро счастья»; постановка А. Житинкина — Маргарита[75]
- 2001 — «Мадлен, спокойно!» В. Аслановой; постановка Р. Козака — Мадлен Вердюрен
- 2004 — «Случайное счастье милиционера Пешкина» И. Лысова; постановка А. Житинкина — Валентина Пешкина
- 2007 — «Похищение Сабянинова» П. Гладилина; постановка В. Саркисова — Ангелина
- 2008 — «Паб» Братьев Пресняковых; постановка Братьев Пресняковых — Эль Джи

### Дискография

#### LP
- 1979 — Бенефис
- 1980 — Музыка Советского кино
- 1982 — Песни войны
- 1984 — Любимые песни
- 1985 — Рецепт её молодости
- 1992 — Да не верится!

#### CD
- 1994 — Люблю
- 1995 — Хорошее настроение
- 1996 — Грустная пластинка (Что знает о любви любовь…)
- 1997 — Песни войны
- 1998 — Бюро счастья (мюзикл)
- 2001 — Прощай, Двадцатый… (2CD)
- 2001 — Актёр и песня. Людмила Гурченко
- 2002 — Мадлен, спокойно!
- 2004 — Жизнь как дым…
- 2006 — Не грусти!
- 2011 — Белый снег

### Клипография
- 1956 — Пять минут
- 1969 — Мария
- 1997 — «Примадонна» дуэт с А. Пугачёвой
- 2000 — Хочешь? («Старые песни о главном. Постскриптум»)
- 2002 — Харьков
- 2004 — Петербург-Ленинград (дуэт с Б. Моисеевым)
- 2005 — Молитва (режиссёр Ф. Бондарчук)
- 2005 — Ненавижу (дуэт с Б. Моисеевым)
- 2008 — Маяк (дуэт с М. Боярским)
- 2010 — Московские окна
- 2011 — Московские окна
- 2010, 2011 — Так, как хочется
- 2011 — Пять минут тому назад
- 2011 — Жду
- 2011 — Живём мы что-то без азарта
- 2011 — Хочешь?
- 2012 — Я отпускаю тебя — Ф. Киркоров (архивные кадры с Л. Гурченко)

## Память

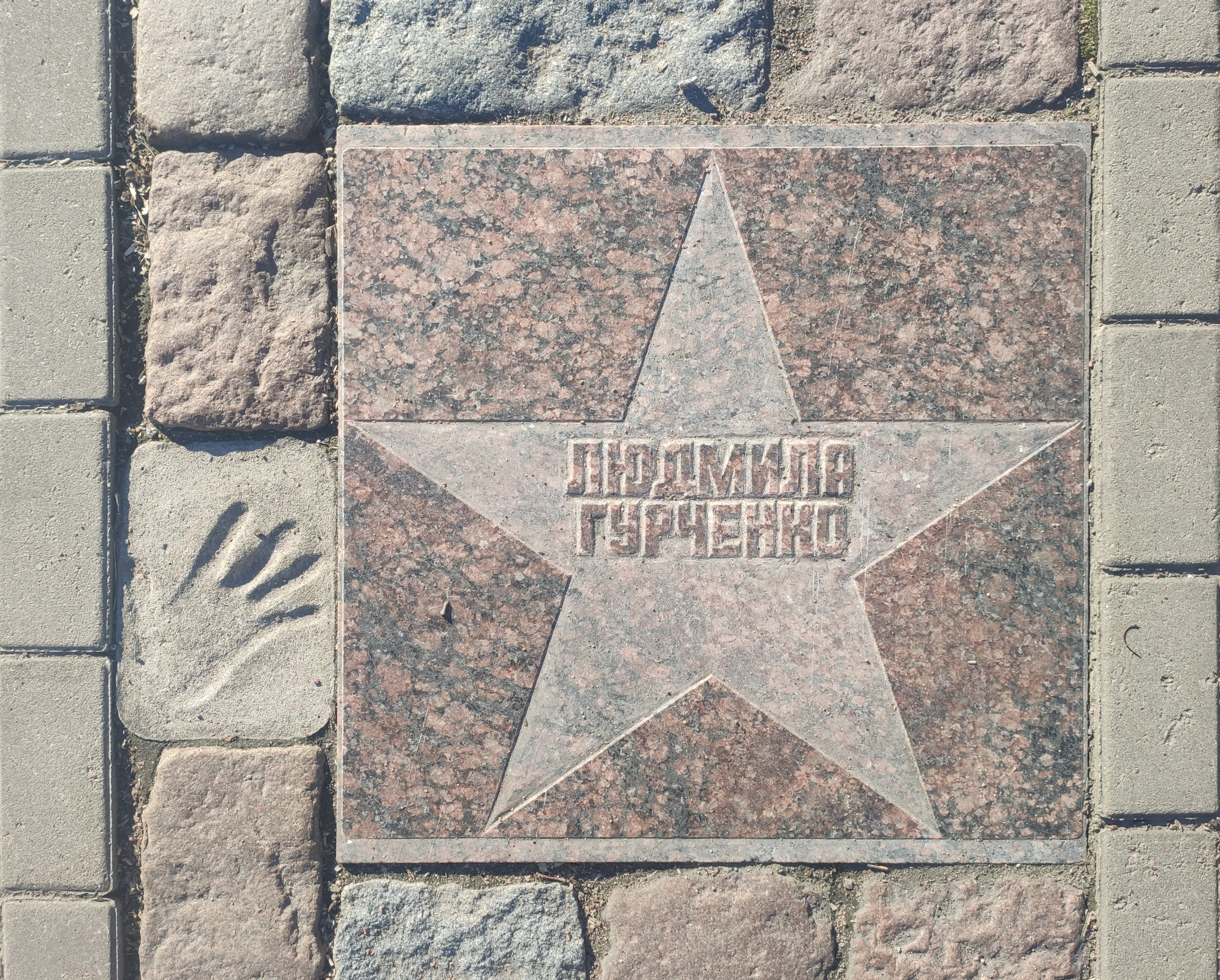
Звезда Людмилы Гурченко на Аллее актёрской славы в Выборге

### Документальные фильмы и программы
- 2018 — «Людмила Гурченко. Карнавальная жизнь» (Первый канал)
- 2015 — «Достояние Республики. Людмила Гурченко» (Первый канал)
- 2014 — «В наше время. Людмила Гурченко» (Первый канал)
- 2014 — «Очная ставка. Наследство Гурченко» (телеканал «НТВ»)
- 2012 — «Люся, прости!» (ток-шоу «Пусть говорят»)
- 2012 — «Людмила Гурченко. Как я стала богиней» (Первый канал)
- 2012 — «Сердце Люси» (2 серии) (телеканал «НТВ»)
- 2011 — «За пять минут до вечности» (телеканал «НТВ»)
- 2011 — «Всё о моей матери» (ток-шоу «Пусть говорят»)
- 2011 — «Моя правда. Людмила Гурченко» (телеканал «СТБ»)
- 2010 — «Магия кино» (телеканал «Культура»)
- 2010 — «Былое и думы» (ток-шоу «Пусть говорят»)
- 2010 — «Людк, а Людк! С Юбилеем!» («И снова здравствуйте!», НТВ)
- 2010 — «Людмила Гурченко. По ту сторону карнавала»
- 2010 — «Людмила Гурченко: в блеске одиночества»
- 2009 — «Временно доступен. Людмила Гурченко» (телеканал «ТВ Центр»)
- 2009 — «На ночь глядя. Людмила Гурченко» (Первый канал)
- 2009 — «Звезды из пластика» (телеканал «НТВ»)
- 2007 — «На ночь глядя» (Первый канал)
- 2007 — «В гостях у Дмитрия Гордона» (Первый национальный канал (Украина))
- 2006 — «Ночной сеанс с Ренатой Литвиновой» (телеканал «НТВ»)
- 2006 — «На ночь глядя» (Первый канал)
- 2005 — «Люся» (к 70-летию Людмилы Гурченко) (Первый канал)[76]
- 2005 — «Линия жизни. Людмила Гурченко» (телеканал «Культура»)

### Книги
- «Современная ЖЗЛ Харькова» — «Наша Люся!» Том 5, ISBN 978-966-7083-46-5, 2010 год;
- Лада Акимова — «Моя Гурченко», 2011 год;
- Ирина Романова — «Непрерванная связь, или 20 писем Людмиле Гурченко», 2012 год;
- Валерий Кичин — «Людмила Гурченко. Танцующая в пустоте», 2013 год;
- автобиография — «Достояние Республики. Людмила Гурченко», 2013 год;
- автобиография — «Величайшие люди эпохи. Людмила Гурченко», 2013 год;
- автобиография — «Я — Людмила Гурченко. История моей жизни», 2014 год;
- Софья Бенуа — «Людмила Гурченко. Я — актриса», 2016 год;

### Памятники и мемориальные доски

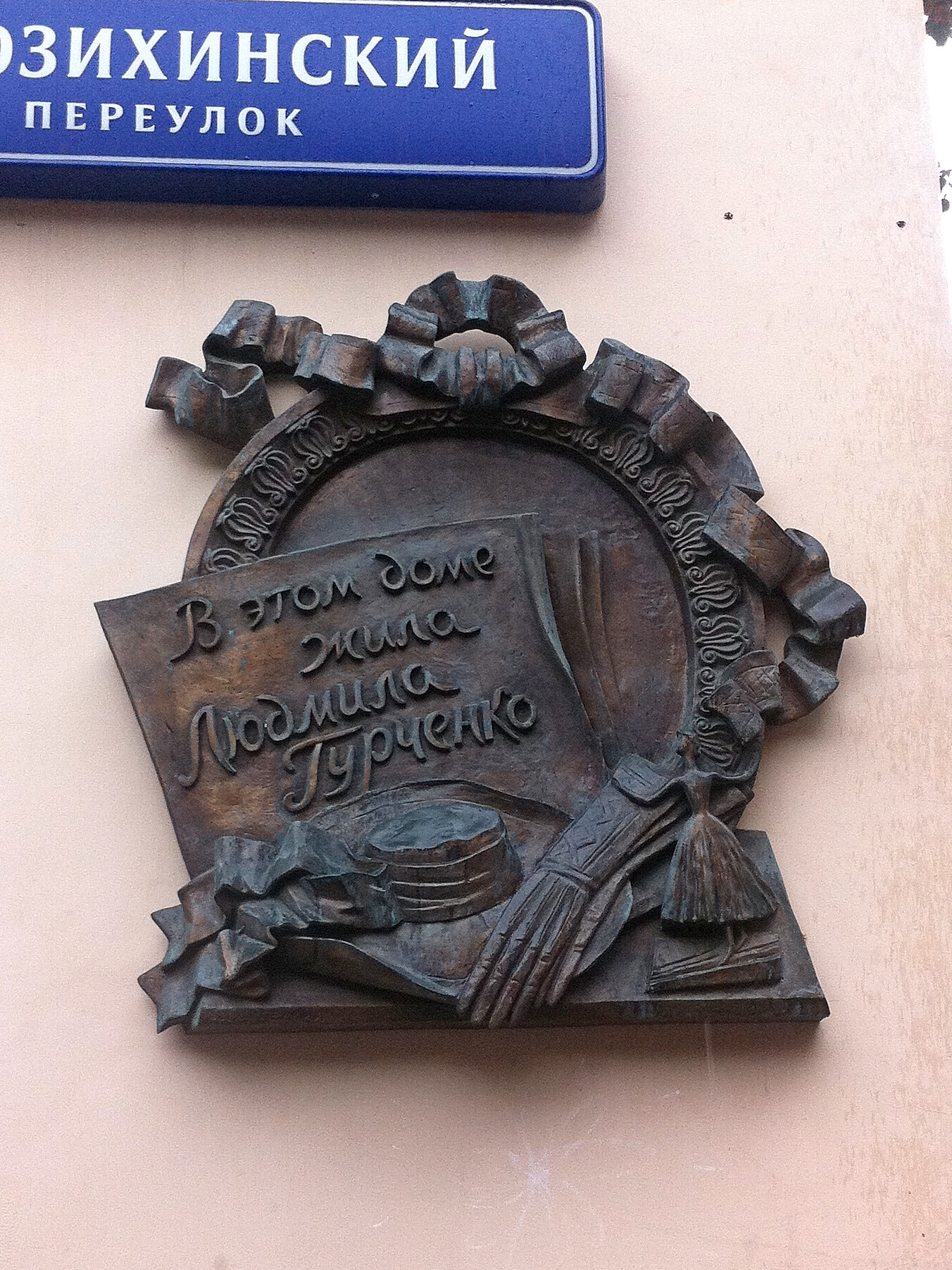
Мемориальная доска на фасаде дома в Москве (Трёхпрудный переулок, 11/13 стр. 1)

- 4 августа 2012 года на могиле Л. Гурченко был торжественно открыт памятник из чёрного гранита и белого мрамора (авторы Ю. Хоровский, Ю. Шабельников[77][78].
- Мемориальная доска в Харькове, на школе, где училась актриса. 7 июля 2018 открыт памятник в в сквере по улице Тринклера, Харьков (автор Катиб Мамедов) В композицию вошли 15 персонажей из 6 фильмов с участием Л. Гурченко: это Леночка Крылова из «Карнавальной ночи», супруги Кузякины и Раиса Захаровна из «Любовь и голуби» и многие другие. А также скульптура артистки, возвышающаяся над ними[79].
- 11 ноября 2015 года, за день до 80-летнего юбилея актрисы, в Москве на доме, где с 2004 по 2011 годы жила Л. Гурченко, открыта мемориальная доска работы скульптора Ю. Хоровского (Трёхпрудный пер., 11—13, установлена со стороны Большого Козихинского пер., 28—30)[80][81].
- 19 июля 2018 в Харькове открыт самый большой памятник Гурченко.

### Улица
20 ноября 2015 года Харьковский городской совет принял решение о присвоении ряду улиц имён известных харьковчан, в том числе и Людмилы Гурченко. В частности, бывший Саммеровский переулок теперь носит имя Людмилы Гурченко.

### Песни
- 2 апреля 2011 — в день прощания с Л. Гурченко в московском метро звучали песни в исполнении актрисы и стихи[83].
- 2 апреля 2011 — по окончании телеигры «Что? Где? Когда?» были показаны фрагменты выступления Л. Гурченко в «Музыкальной паузе» в 2008 году; ведущий игры Б. Крюк читал отрывки из стихотворения А. Макаревича «Музыканты уходят из мира».
- 7 апреля 2011 — на 24-й церемонии вручения премии «Ника» под кадры из фильмов с участием актрисы и песню «Проститься» в исполнении группы Uma2rmaH зал почтил память актрисы стоя[84].
- 3 июня 2011 — на телевизионной Премии «Муз ТВ» звёзды российской эстрады И. Кобзон, Ф. Киркоров, Л. Вайкуле, Л. Долина, Л. Агутин, А. Варум, И. Крутой и В. Пресняков-младший приготовили музыкальное выступление на песню «My Way» в честь артистки[85].
- 27 июля 2011 — С. Лазарев, Д. Билан, И. Дубцова, Нюша, Т. Родригез исполнили композицию Земфиры «Хочешь?» на открытии конкурса «Новая волна 2011» — запись клипа на эту песню стала последней прижизненной работой Гурченко. Зал почтил память актрисы, аплодируя стоя.
- 11 июня 2012 — Ф. Киркоров во время своего сольного концерта исполнил песню «Хочешь?», которую Л. Гурченко много раз исполняла на сцене. Затем певец обратился к публике со словами: «Людмила Марковна — это великая актриса, певица. Она дива»[86].
- 12 сентября 2012 — Ф. Киркоров посвятил Л. Гурченко клип на песню «Я отпускаю тебя»[86].
- Е. Терлеева посвятила памяти Л. Гурченко песню «Её Величество Актриса»[87].
- В эфире телепрограммы «Достояние республики» (эфир 30 декабря 2010 года) А. Пугачёва заявила, что песня «Примадонна» была посвящена Л. Гурченко Евгения Костенко — Памяти Людмилы Гурченко «Девушка из Харькова»

### Телесериал
- 2015 — Людмила Гурченко — биографический сериал режиссёра С. Алдонина (в главной роли Юлия Пересильд).

### Театр
- 2018 — «Песни от Главной!» песни из репертуара Людмилы Гурченко (ЦДА им. А. А. Яблочкиной, режиссёр Павел Тихомиров)
- 2018 — «Людмила Гурченко. Негасимый свет» (режиссёр Сергей Алдонин)
- 2020 — «Люся. Признание в любви» (Театр имени Е. Б. Вахтангова, режиссёр Александр Нестеров. Роль Гурченко исполнила Нонна Гришаева[88].)

### Выставки, музей
С 20 июня 2012 по 2013 в «Музее Москвы» прошла выставка, посвящённая Л. Гурченко. На выставке были представлены принадлежавшие актрисе мебель, коллекция стекла, украшения и аксессуары, любимые духи, платье, в котором молодая Л. Гурченко сдавала вступительные экзамены. Экспозиция восстанавливает атмосферу, в которой актриса жила последние годы.
С 11 ноября 2015 по 10 января 2016 года в Галерее классической фотографии прошла фотовыставка «Моя Люся», посвящённая 80-летию актрисы. Автор проекта и всех представленных в экспозиции фотографий — Аслан Ахмадов, фотограф и друг артистки.
1 июня 2016 года в квартире, где актриса жила последние годы жизни, открылся Музей-мастерская Л. Гурченко.
Продолжением проекта «Моя Люся» стала выставка в Костроме, которая проходила с 28 апреля по 29 мая 2016 года. Эта же выставка открылась в Калуге и проходила с 30 июня по 21 августа 2016 года.
Символом 24 кинофестиваля «Окно в Европу» который проходил в Выборге с 6 по 12 августа 2016 года, была выбрана Людмила Гурченко. Постер украсила фотография актрисы, сделанная Асланом Ахмадовым.
2018 году поставлен спектакль «„Песни от Главной!“: Песни из репертуара Людмилы Гурченко» — режиссёр Павел Тихомиров, участники: Мария Былова, Наталия Красноярская, Алёна Охлупина, Светлана Потанина, Ирина Фадина, Елена Харитонова, Михаил Блыщик, Алексей Королёв, Дмитрий Кошмин, Игорь Марченко, Дмитрий Новиков, Павел Тихомиров.

## Общественная позиция
В 1996 году была среди деятелей культуры и науки, призвавших российские власти остановить войну в Чечне и перейти к переговорному процессу. В 2001 году подписала письмо в защиту телеканала НТВ.